# John Edward Gray
Aquest autor és citat en taxonomia animal amb el nom «Gray».
John Edward Gray (12 de febrer del 1800 – 7 de març del 1875) fou un zoòleg britànic. Era el germà gran de George Robert Gray i fill del farmacòleg i botànic Samuel Frederick Gray (1766-1828). John Gray fou Conservador de Zoologia al Museu Britànic de Londres des del 1840 fins al Nadal del 1874. Publicà diversos catàlegs de col·leccions del museu, que incloïen discussions en profunditat de grups d'animals, així com descripcions de noves espècies. Millorà les col·leccions zoològiques fins a fer-ne unes de les millors del món.